# FREEDOM-PROJECT
FREEDOM-PROJECT（フリーダム・プロジェクト）とは、日清食品のカップヌードルの広告として企画され、2006年から2008年にかけて行われたプロモーション・プロジェクト。
本稿では同プロジェクトで製作されたテレビコマーシャルやOVAのほか、ノベライズ作品についても解説する。

## 概要
発売から35周年を迎えたカップヌードルの新たなブランディング・プロモーションの一環として、大友克洋を迎えて制作したアニメーションを軸に展開されたプロジェクトである。オリジナルアニメを用いたテレビコマーシャルを中心に街頭広告・雑誌広告が2006年後半から2008年3月末まで展開された。テレビCMは10パターンが制作・放送されている。
連動企画としてキャラクターライツ商品の発売と、広告作品をモチーフとしたSFアニメ『FREEDOM』が制作され、OVAとして市販化されている。テレビCMとOVA作品は連動しているように見えるが、相違点も多い。プロジェクト全体の企画・広告制作は電通が担当している。
CM・OVAのテーマソングを宇多田ヒカルが提供し、「This Is Love」はこの企画のために書き下ろされた。
OVA作品の『FREEDOM』は、Yahoo!動画での先行ストリーミング放送された後にDVDとして発売された。当初1話約30分・全6話を予定していたが、特別編として7話目にあたる『FREEDOM SEVEN』が追加され
、完結となった。
- キャッチコピー: 「FREEDOM 自由を掴め。」
- 製作: FREEDOM 製作委員会（バンダイビジュアル（エモーション）・サンライズ・電通）
- アニメーション制作: サンライズ
- 楽曲提供: 宇多田ヒカル（CM第1弾 - 第8弾/OVA1 - 6）
  - CM第1弾 - 第4弾/OVA1・2・3・4・5・6テーマソング　『This Is Love』
  - CM第5弾 - 第8弾/『Kiss & Cry[4]』
  - CM第9弾 - 第10弾/『FREEDOM』
- DVD販売: バンダイビジュアル

## アニメ 「FREEDOM」

### ストーリー
23世紀、人類は月に移住していた。「科学技術の研究の自由」「地球への渡航の自由」が奪われた月共和国「EDEN」（エデン）では、高度の放射能によって地球文明は崩壊したと伝わっている。一方的に与えられる自由に不満を持つタケルは、本当の自由を求める中で、EDENがひた隠しにしていたある真実に触れてしまう。

### 登場人物
表記は「人物名：キャスト（声優）」
タケル：浪川大輔
15歳。身長170cm。日系人の父母のもとに生まれた月移民のフォースジェネレーション。腕輪（後述）のナンバーはBD4483M。
無類のカップヌードル好き。感情的な熱血漢だが、女性と接するのが苦手。地球に行くことに興味を持っている。違法改造ビークルで事故を起こし、罰としてボランティア活動を行っている最中ある写真を手に入れ、写真に写っている少女に一目惚れし、地球に行くことを決意する。
アランの伝を頼り、EDEN運営局の妨害に遭いながらも脱出船を発見、カズマたちの協力で地球に到着する。地球の雄大で厳しい自然に一喜一憂しながらも目的の少女に出会うことに成功する。後にその目的の少女と共に月に向かう。
カズマ：森久保祥太郎
15歳。身長175cm。ナンバーはCC4459M。
タケルの親友の一人で、沈着冷静で独断専行気味のタケルの抑え役。チヨという妹がいる。タケル程地球に興味を持っているわけではないが、タケルの計画に積極的にかかわる一人。アランの手引きで発見した脱出船のテスト中にEDEN運営局に見つかり、予定を変更してタケルとビスを乗せた脱出船を発射。その後EDEN運営局に拘束される。
ビス：山口勝平
15歳。身長160cm。本名はビスマルク。ナンバーはCL4496M。
タケルの親友の一人。内向的かつ人見知りな性格をしており、ひねくれ者な面もある。ビークルの操縦はうまくないが、頭脳明晰でメカニックが得意。
タケルが違法改造ビークルで事故を起こした際一緒にいたため、連帯責任でボランティア活動を行っている最中、アランと知り合う。その後いやいやながらもタケル達に協力、脱出船を発見。テスト中にEDEN運営局に見つかり、成り行きでタケルと共に地球に到着する。地球ではビークルを地球の大地でも走れるように改造したり、タケルの出会いを後押しするなど、彼の支えとなる。
ジャンク屋の親父：松本大
EDEN内のビークルショップ「ムーンレイカー」の店主。タケル達に無料でガレージを貸し出している親父。身長189cm。
タイラ：桐本琢也
15歳。身長171cm。ナンバーはGZ4466M。
ビークルチーム「ムーンシャイン」を率いるリーダー。2年連続のチューブレースチャンプ。何かとタケル達にからんで来る。鼻孔拡張テープを常に貼り付けている。他のEDEN市民と同様に地球はすでに滅んでいると考えており、タケルを小馬鹿にする。だが、タケル達が地球に出発する際に手を貸し、その後カズマと共に拘束される。
アラン：加藤精三
本名はニコル。EDENの一画であるDOM区の管理者を務める物知りな老人。タケルたちにはレースや地球行きのための援助をしている。EDENの内部事情にも非常に詳しい。エデン建設時から受け継がれていた「フリーダム・プロジェクト」のオリジナルメンバーの一人で火星開発公団の元責任者。ナンバーはPK7953M。
アオ：小林沙苗
タケルがボランティア中に拾った写真に写っていた少女。地球の「フロリダ」という場所にいる。タケルが地球を目指すことになるきっかけとなった。優しくてしっかり者。親のいない子供たちの母親代わりをつとめている。後にタケルと共に月へ向かう。
官吏：咲野俊介
EDEN運営局の人間。地球やEDENに疑問を持ち始めたタケル達をひそかにマークし続けていた。
司政官：柴田秀勝
月面都市EDENを運営・管理する市民たちの代表。EDENの秩序や平和を乱す者を排除する役目を担う。地球やEDENに疑問を持ちはじめたタケルたちを秘かに監視している。彼はセカンド・デイという10年前に起きたテロ事件で狙われていたという噂がある。そのテロの影響で左目を失ってしまい、右目だけしか開けない。
チヨ：仙台エリ
カズマの一歳年下の妹。タケルは彼女にほれたが、すでに彼氏がいた。ナンバーはCC4246F。
デイビット：西前忠久
タケルたちが地球で出会ったバスの運転手。将来の夢は宇宙船のパイロットらしい。タケルたちが月から来たということを信じた、唯一の人物。
マイケル：西脇保
ヒッピーバスの乗客のひとり。長身でアフロヘアーにバンダナを巻いている。自称「木星人」。
ジェームズ：出先拓也
缶ビールを載せたヘルメットを被っている。全身タイツが地球での正装だとタケル達に教える。
ブルアース：松本大
アオが住む村の住人の一人で、村のリーダー的存在。今年のロケット祭の準備を取り仕切っている。エデン内のビークルショップ「ムーンレイカー」の主人とそっくりなため、タケルとビスは初めて会ったときに見間違えた。アンナマリーの兄。
アンナマリー：秀島史香
地球のフロリダからラジオを発信している女性DJ。近辺の村周辺の情報や音楽を提供している。ブルアースの妹。

### 用語
EDEN（エデン）
月面にあるクレーターを利用して建設された6つのドーム都市の総称であり、人類の唯一の生存圏とされている。本来、火星開拓の前線として作られたのだが、フリーポートの地球落下事故をきっかけに火星開拓の役割を捨て、人類の存続を目的とした恒久都市となった。それぞれのドームがバーチカルトレインと軌道道路で結ばれている。
ビークル
車やバイクのような乗り物で、EDENに住む少年達が乗っている。タケル達も乗り回しているが、彼が他の多くの少年達と違ったのは自分達の手でトライシクル・ビークル（三輪）を組み上げたことだった。ちなみにタケルの乗っているビークルは本来月面作業用のものであり、それをダンが改造して乗用していた。もともとビークルは月の重力に対応するように設計されているため、エデン内の道路やチューブ以外では走行不可能。タケルのビークルが地球でも走行できるのは、地球向けに改造したため。
腕輪
15歳になり、学校を卒業するとほどなく全員が強制的につけさせられる腕輪。これにより個々のIDを認識、GPSのような機能で居場所を特定し、違反等があれば運営局が警告する。これには無線機能等があり便利だとされているが、運営局がエデン市民を監視するため、盗聴用のマイクがつけられているとの噂もある。またこれを持っていないと入れない公共機関もある。しかしその腕輪のマイクは、危険な人物だけをマークしているわけで、EDEN市民全員をマークしてるわけではない。腕輪は「ザ・デイ」事件を機に、全てのエデン市民の着用が義務づけられた。一度装着すると二度とはずれない。ただしタケルたちが月脱出の際、運営局の追跡から逃れるため外すなどなんらかの外し方がある様子。かなりの硬度・強度があるようで、小説版ではタケルが腕輪を利用してコンクリートの壁面に文字を刻む描写がある。
チューブレース
運営局公認の一番大きなビークルレースであり、遺棄された粒子加速器のメンテナンス用通路を利用して建てられた円形のコースで行われる。前年度チャンピオンはタイラ。コースの断面が楕円状のチューブのようになっているため「チューブレース」と呼ばれている。エデン建国と同時に、いっさいの技術開発・研究が禁止されたため、このような廃棄された実験施設が無数に存在し、運営局もその全てを把握しきれていない。運営局は適度なGが血圧を適正に保つという理由からビークルレースを推奨しているが、実際には運営局が押し付けたガス抜きと考えられる。
ボランティア
タケルが起こしたビークル火災のように、エデン市民の安全を脅かす行為を行った場合などに、参加が命じられる仕事。エデンの維持と保全に必要な仕事を難易度や危険度によってランク分けしたもので、学生をボランティアとして参加させる。さらに、ボランティアに参加した学生にはポイントが与えられるため、タイラのように積極的に参加する者もいる。
DOM区
エデンの管理体制に不満を持つ人々が集まり暮らしている地下居住区。アランが管理者をつとめている。ここにいる人々は運営局から渡された腕輪を外して生活をしているため、運営局側はよく思っていない。運営局の強制調査の後、全ての建物が撤去され、現在は建設資材の格納庫として使われている。
アオの村
フロリダのケープ岬にある集落。宇宙船の発射基地の跡地があり、発射台など前世紀の宇宙開発関連のガラクタが散乱している。人々は村でとれた農作物や魚介類を近くの村の住人と交換しながら暮らしている。年に一度願い事を書いた写真をロケットにこめて打ち上げる「ロケット祭」というのが開かれている。毎年夏から秋にかけてハリケーンが発生し、その通り道となっている。
FREEDOM
TOP SECRET（秘密）

### EDENの歴史
- 1969年 アポロ11号月面着陸。
- 2035年 FREEDOM project開始。
- 2041年 宇宙ステーション「FREEPORT」完成。月面都市「FREEWAY」建造開始。
- 2048年 FIRSTBASE完成。
- 2052年 DOME1の下に地下都市完成。
- 2063年 DOME1完成。DOME2建造に着手。
- 2069年 人口増加に伴い地下水路建設。地下水脈から水を引き込む。
- 2081年 月面都市拡張。
- 2101年 「大厄災」と呼ばれる年。FREEPORT、地球へ落下。月と地球の交流が断絶。地球の自然環境が急激に悪化。天然資源を巡る内戦と紛争多発。
- 2102年 FREEWAY、地球に救護を送るが失敗に終わる。運営局は月を人類最後の都市として国家形態をとろうと発案。
- 2104年 運営局はFREEWAYの完全自治宣言を行う。EDEN共和国宣言。
- 2105年 地球からの最後の船が到着。EDEN完全封鎖。地球文明崩壊。
- 2109年 EDENは鎖国政策をとる。以来停滞の時代が続く。
- 2205年 第5ドームの焼却プラントで爆発事故発生。25名の運営局員が命を落とす。
- 2257年 「ザ・デイ」事件発生。
- 2267年 現在。

### スタッフ
- 企画・原案 - 高松聡
- 監督 - 森田修平
- シリーズ構成 - 佐藤大、千葉克彦
- キャラクター&メカニックデザイン - 大友克洋
- キャラクターデザイン - 桟敷大祐、入江篤
- メカニックデザイン - 末武康光
- 世界観設定 - 渡部隆、曽野由大、青木智由紀
- CGI監督 - 佐藤広大
- エフェクトアニメーション - 橋本敬史
- 美術監督 - 市倉敬
- 色彩設計 - 安部なぎさ
- 画面設計 - 山浦晶代
- 音楽 - 池頼広
- 音響監督 - 百瀬慶一
- エグゼクティブプロデューサー - 梅澤勝路、田中渉、内田健二、杉田敦
- プロデューサー - 向井地基起（第3話まで）、武井潤（第4話以降）、横山真二郎、土屋康昌、松下日出男

### 各話リスト
| DVD                  | 脚本     | 絵コンテ        | 演出           | 作画監督                              |
| -------------------- | -------- | --------------- | -------------- | ------------------------------------- |
| FREEDOM 1            | 千葉克彦 | 片山一良        | 片山一良       | 新井浩一                              |
| FREEDOM 2            | 千葉克彦 | まついひとゆき  | まついひとゆき | 堀内博之 橋本敬史（エフェクト）       |
| FREEDOM 3            | 千葉克彦 | まついひとゆき  | まついひとゆき | 牧孝雄                                |
| FREEDOM 4            | 佐藤大   | 森田修平        | 松尾衡         | 入江篤 小松英司（エフェクト）         |
| FREEDOM 5            | 野村祐一 | 安藤裕章        | 安藤裕章       | 堀内博之                              |
| FREEDOM 6            | 佐藤大   | 遠藤広隆        | 遠藤広隆       | 牧孝雄                                |
| 特別編 FREEDOM SEVEN | 佐藤大   | 松尾衡 安藤裕章 | 山崎浩司       | 入江篤、牧孝雄 堀内博之（エフェクト） |

## プロジェクトの推移

### 2006年
- 4月10日 - 公式サイト開設（サイト制作はバスキュール）。本格スタートへ向けてカウントダウン開始。雑誌・屋外広告を展開
- 4月13日 - CM予告編『宣言篇』ON AIR(BGM:宇多田ヒカル-This Is Love)。それまでモノクロの線画で構成されていた屋外広告やWebサイトが、カラーのビジュアルに差し替えられる
- 4月18日 - 公式サイト内でFREEDOMサイトの4月25日本格スタートを予告
- 4月25日 - FREEDOM-PROJECTが本格スタート。CM第1弾『登場篇』ON AIR
- 7月6日 - OVA製作発表。第1弾・「FREEDOM 1」DVDを10月27日にリリースすると発表。（その後発売延期）
- 7月26日 - CM第2弾『メッセージ篇』ON AIR(BGM:宇多田ヒカル-This Is Love)。
- 9月18日 - 9月24日 - Yahoo!動画で「FREEDOMスペシャルエディション先行特別試写版」公開
- 10月27日 - 「FREEDOM previsited[5]」DVD発売。CM第3弾『それぞれの自由篇』ON AIR(BGM:宇多田ヒカル-This Is Love)。
- 11月17日 - 11月20日 - Yahoo!動画で「FREEDOM 1」を72時間限定公開
- 11月24日 - 「FREEDOM 1」DVD発売

### 2007年
- 1月1日 - CM第4弾『本当の地球篇』ON AIR(BGM:宇多田ヒカル-This Is Love)。
- 2月16日 - 2月19日 - Yahoo!動画で「FREEDOM 2」を72時間限定公開
- 2月23日 - 「FREEDOM 2」DVD発売
- 4月20日 - CM第5弾『別離篇』ON AIR(BGM:宇多田ヒカル-Kiss & Cry)。
- 4月20日 - 4月23日 - Yahoo!動画で「FREEDOM 3」を72時間限定公開
- 4月25日 - 「FREEDOM 3」DVD発売
- 5月24日 - ノベライズ作品「FREEDOM フットマークデイズ1」発売
- 6月24日 - アニマックスにて『エデン篇』として「FREEDOM 1」 - 「FREEDOM 3」が放映される
- 6月26日 - 「FREEDOM 1」のHD DVD（北米版）が発売
- 7月20日 - CM第6弾『はじめての地球篇』ON AIR(BGM:宇多田ヒカル-Kiss & Cry)。
- 7月20日 - 7月23日 - Yahoo!動画で「FREEDOM 4」を72時間限定公開
- 7月27日 - 「FREEDOM 4」DVD発売
- 9月14日 - CM第7弾『地球の危機篇』ON AIR(BGM:宇多田ヒカル-Kiss & Cry)。
- 10月19日 - 10月21日 - Yahoo!動画で「FREEDOM 5」を72時間限定公開
- 10月26日 - 「FREEDOM 5」DVD発売
- 11月5日 - CM第8弾『月への帰還篇』ON AIR(BGM:宇多田ヒカル-Kiss & Cry)。
- 11月16日 - ノベライズ作品「FREEDOM フットマークデイズ2」発売
- 11月27日 - 「FREEDOM 特別編」(後のFREEDOM SEVEN)の製作決定を発表

### 2008年
- 1月1日 - CM第9弾『決意篇』ON AIR
- 1月18日 - 21日 - Yahoo!動画で「FREEDOM 6」を72時間限定公開
- 1月25日 - 「FREEDOM 6」DVD発売
- 2月28日 - CM第10弾『FREEDOM篇』ON AIR
- 4月1日 - 公式サイトリニューアル
- 4月18日 - シナリオ・ファンブック「FREEDOM SCENARIOES 0→3」発売
- 4月20日 - アニマックスにて6話まで一挙に放送
- 5月14日 - 15日 - Yahoo!動画で「FREEDOM SEVEN前編」を24時間限定公開
- 5月15日 - 16日 - Yahoo!動画で「FREEDOM SEVEN後編」を24時間限定公開
- 5月20日 - ノベライズ作品「FREEDOM フットマークデイズ3」発売
- 5月23日 - 「FREEDOM SEVEN」DVD発売
- 5月31日 - テアトル新宿にて一夜限りのオールナイト上映イベント開催
- 6月6日 - シナリオ・ファンブック「FREEDOM SCENARIOES 4→7」発売
- 7月7日 - FREEDOM Blu-ray BOX発売を発表
- 11月11日 - FREEDOM Blu-ray BOX発売

## 大友克洋途中降板説
「モノ・マガジン」掲載のエッセイ「おしゃれハンドル」で大友自身が「CMも降りちゃってお金は一銭も入らない（ちなみにあれは最初の設定は確かにやってはいるのですが、 私は降りたので、誰か別の人間が描いています）」と述べた。
日清によると、大友の立場は「スーパーバイザー」として企画段階から参加していたが、「AKIRA」や「スチームボーイ」などのような大友が原作・監督を担当する作品とは違い、多くのスタッフの手によって制作される作品であり、初期設定部分では参加したが、実際の制作には関わっていないとしている。
つまり日清側からの公式発表では、降板ではなく最初から初期設定の部分のみの担当であったとしている。

## ノベライズ作品
「FREEDOM フットマークデイズ」のタイトルで小学館・ガガガ文庫より刊行されている。古川耕著、桟敷大祐・曽野由大画。全3巻。
- 古川耕『FREEDOM フットマークデイズ 1』小学館・ガガガ文庫、2007年。ISBN 978-4-09-451007-2。
- 古川耕『FREEDOM フットマークデイズ 2』小学館・ガガガ文庫、2007年。ISBN 978-4-09-451038-6。
- 古川耕『FREEDOM フットマークデイズ 3』小学館・ガガガ文庫、2008年。ISBN 978-4-09-451067-6。

### ノベライズ作品オリジナルキャラクター
「FREEDOM フットマークデイズ」は、カズマ視点で話が書かれていることもあり、本編では出てこないオリジナルキャラクターが数名登場する。
フェイス
中央図書館にある特別な端末「リブロ」に通う女性。カズマの妹、チヨとは友人である。子供のころ「ザ・デイ」事件に巻き込まれ、話すことが出来なくなる。フェイスは、口では会話ができないが、話を交わせば誰にでも心を開いてくれる。カズマを何度も助けるが、その正体は不明。ナンバーはMR3624F　FREEDOM SEVENの後半になると少しだけ登場する。
ダン
運営局の中級監視官。しかし運営局内では信頼されておらず、また本人も運営局を変えるべきだと思っているらしい。現在は、再教育プログラム中のカズマの保護監察官を担当している。ナンバーはYG3102M
ウォーカー(W)
運営局の上級監視官。ダンを捕まえるための口実を探しており、ダンが危険な人物であるとカズマに忠告する。ナンバーはTS2111M
フィッシュ
エデンに自由を取り戻すために、アンダーグラウンドを狙ったテロを計画している人物。「セカンド・デイ」のリーダー的存在。9歳のときに「ザ・デイ」事件に巻き込まれ、兄を目の前で喪っている。ビスとは昔の知り合いである。19歳。ナンバーはTK3831M